# Agazzi (cognome)
Agazzi è un cognome di lingua italiana.

## Varianti
Agazia, Agazio, Agazzani, Agazzari, Agazzini, Agazzino, Cassioli, Cassola, Cassoli, Cazzola, Cazzolini, D'Agazio, De Agazio, Gaz, Gazelli, Gazzelli, Gazzieri, Gazziero, Gazzola, Gazzoletti, Gazzoli, Gazzolini, Gazzolo, Gazzone.

## Origine e diffusione
Cognome tipicamente centro-settentrionale, è presente prevalentemente in Toscana e Lombardia.
Potrebbe derivare dal prenome Agazio o da un antico mestiere; è affine ai cognomi Agati e Gabelli.

## Persone
- Carolina Agazzi – pedagogista, educatrice e scrittrice italiana; la minore delle due sorelle Agazzi
- Davide Agazzi – calciatore italiano
- Emilio Agazzi – filosofo italiano